# Тирания
Тирани́я (греч. τυραννίς «произвол») — форма государственной власти (либо форма государства), основанная на единоличном правлении. 
Одна из трёх основных форм государства, и тиранис (τυραννίς) происходила из монархии (μοναρχία). Термин «тирания», особенно с эпохи Просвещения, приобрёл нарицательное значение — жестокое, деспотичное правление (в том числе и по отношению к наследственным монархиям). В узком смысле термин «тирания» продолжает применяться к некоторым режимам Древней Греции (где и возник термин «тиран»). Также тирания — это форма политического устройства ряда средневековых городов-государств Северной и Средней Италии, то есть синьория.

## Этимология
Слово «тиран» имеет анатолийское происхождение и, вероятно, этимологически связано с неохеттским титулом sarawanas/tarawanas, от которого также, возможно, происходит филистимский титул seren (סרן‎). Первым засвидетельствованным «тираном» в античной традиции был Гиг, правитель Лидии (упоминающийся в этом качестве у поэта Архилоха).

## История
В Древней Греции территория занятая её народами (племенами) примерно дробилась на 2 000 мелких государств, обыкновенно состоявших из одного города с примыкающими к нему деревенскими поселениями и полями. Каждое такое государство-город имело свою форму государства (режим), пользовалось полною политическою независимостью, или неуклонно стремилось к такой независимости от других агрессивных греческих племён или городов-государств. Территория города-государства и была отечеством для этих жителей, все прочие греческие племена были чужие, иноземцы, и взаимные отношения между государствами были отношения международные. Образование городов-государств (полисов) положило начало периоду архаической Греции (800–480 гг. до н.э.) и . Войны между полисами, в отличие от набегов с целью грабежа скота и зерна, приобрели организованный государственным режимом характер. Одной из основных форм правления государства и был тиранис который происходил из монархии. Главным образом, тирания была распространена в Греции в период VII — VI столетий до Рождества Христова.

### Типы тирании
Известно несколько исторических типов тирании:
- раннегреческая (или старшая) тирания;
- проперсидская тирания в завоёванных персами греческих городах Малой Азии и на островах Эгейского моря;
- позднегреческая (или младшая) тирания.

Раннегреческая тирания возникла в период становления полисов (VIII—VI вв. до н. э.) в процессе ожесточённой борьбы между родовой знатью и демосом, возглавлявшимся торгово-ремесленной верхушкой города; получила распространение в экономически развитых районах Греции. Придя к власти с помощью вооружённой силы и опираясь на поддержку демоса, тираны проводили важные преобразования по улучшению положения ремесленников, крестьян, беднейших городских и сельских слоев, способствовали развитию ремесла, торговли и процесса колонизации (например, Кипсел и Периандр в Коринфе; Феаген в Мегаре; Фрасибул в Милете; Писистрат в Афинах; Гелон, Гиерон I, Фрасибул в Сиракузах). Обычно реформы были направлены против родовой аристократии и способствовали закреплению элементов классового общества и государства.
Порожденная особенностями перехода от родового строя к классовому, опиравшаяся главным образом на военную силу, тирания не была прочным режимом и к середине V века до н. э. исторически изжила себя, уступив место полисной республике.
Проперсидская тирания существовала в период завоевания персами греческих городов Малой Азии и островов (конец VI в. до н. э.); тиранами греки называли поставленных над ними персами наместников из представителей олигархических кругов (например, Силосонт на Самосе, Кой в Митилене и др.).
Позднегреческая тирания возникла в конце V в. до н. э. в условиях острой социальной борьбы состоятельной и знатной верхушки полиса с разорявшимися слоями демоса и существовала до II в. до н. э. Осуществлялась предводителями наёмных отрядов и привела к ликвидации полисных республик (например, Дионисий I Старший, Агафокл и другие в Сиракузах; Ликофрон и Ясон в Фессалии; Маханид и Набис в Спарте и др.). На этот раз рассказы о мудрых и справедливых тиранах вовсе отсутствуют: тираны были окружены всеобщей ненавистью и сами в свою очередь жили в атмосфере постоянного страха.
В схожем с греческим смысле слово «тиран» употреблялось в средневековье (XIII—XVI века) к правителям городов-государств Северной и Средней Италии.

В Новое время приходит новое употребление термина тирания, смешивающее её с деспотизмом и абсолютизмом. Мыслители Просвещения указывали на «тиранический» характер правления монархов, против которых направлялись революции — например, Американская против власти Георга III или Великая французская против Людовика XVI. Джон Локк, отстаивавший идею о «праве народа на восстание против тирании», в своём труде «Два трактата о правлении» так определял тиранию: 
«…тирания — это осуществление власти помимо права, на что никто не может иметь права. И это есть использование власти, которую кто-либо имеет в своих руках, не на благо тех, кто подчиняется этой власти, но в целях своей личной частной выгоды, когда правитель, какими бы полномочиями он ни обладал, кладет в основу своих действии не закон, а свою волю и его распоряжения и действия направлены не на сохранение собственности его народа, но на удовлетворение его собственного честолюбия, мстительности, жадности или какой-либо другой недостойной страсти».

### Тирания и тираны в Древней Греции
Слова: «тирания» (τύραννης) и «тиран» (τύραννος), по всей вероятности, анатолийского происхождения (подробнее см. «тиран») и впервые встречаются у поэта Архилоха. Древние греки связывали с ними иное понятие, нежели мы: теперь тиранией мы называем жестокое правление, а тираном — жестокого, хотя бы и законного, государя; греки же обозначали этими словами обыкновенно незаконность происхождения власти и тиранами называли лиц, силой или хитростью присвоивших себе власть, по праву им не принадлежавшую, хотя бы они были люди кроткие и гуманные (впоследствии, впрочем, философы, например, Аристотель, характерной чертой тирана считали стремление не к общей пользе, а к своей личной выгоде, или превышение власти, хотя бы и законной). Таким образом, тирания в древнегреческом смысле — в сущности узурпация, а тираны — узурпаторы, и греческую тиранию скорее всего можно сопоставить с цезаризмом в Риме.
Древняя тирания характеризует преимущественно вторую половину VII-го и VI-ое стол. до н. э. То было время, когда в Греции с одной стороны начинали развиваться промышленность и торговля, входили в употребление и приобретали большое значение деньги, росла новая сила — демос, народ, а с другой усиливались произвол и злоупотребления правящей аристократии, экономический гнет и задолженность массы, особенно бедственная вследствие сурового долгового права, обрекавшего неисправного должника на рабство. На почве недовольства демоса страдавшего от политического бесправия, отсутствия писанных законов, экономического кризиса, и возникла тирания. Это — своего рода демократическая диктатура, в которой нуждался недостаточно ещё окрепший демос.
Тираны выходили иногда из рядов высших правительственных лиц, пританов (например, Фрасибул в Милете) или архонтов, старавшихся насильно продлить или усилить свою власть (например, Дамасий в Афинах); но чаще всего это были аристократы по происхождению, из расчета, честолюбия или из-за личной обиды разрывавшие связь с своим сословием, становившиеся во главе демоса и с помощью его, силой или хитростью, захватывавшие власть в свои руки (Писистрат в Афинах). Существующих форм государственного строя и законов тираны большею частью не трогали и довольствовались властью фактической, предоставляя высшие должности своим родственникам или приверженцам, как делал Пизистрат; иногда, впрочем, они старались и в самом устройстве дать перевес началам демократическим (Клисфен Сикионский). В видах большей безопасности и прочности собственной власти, они принимали меры против излишнего скопления населения в городе и старались отвлечь его внимание от государственных дел. Опорой их служила прежде всего военная сила — отряд телохранителей, укрепленный дворец и т. п.; в виду этого, равно как и для осуществления своей внешней и внутренней политической системы, тираны должны были обладать большими денежными средствами и вводить налоги, иногда в форме прямого обложения. Так, Писистрат владел рудниками в местности около реки Стримона, богатой лесом и драгоценными металлами, и взимал с жителей Аттики поземельную подать (в размере 1/10 или 1/20).
Тираны вступали в союз друг с другом (Писистрат и Лигдамид Наксосский) и в тесные связи с Востоком (Поликрат), вообще развивали широкую внешнюю политику, старались распространить своё политич. и торговое влияние. В этом отношении характерна политика Писистрата, уже наметившего то, что впоследствии совершено было Афинами V в., и явившегося в этом отношении как бы предшественником Фемистокла и Аристида, Кимона и Перикла. Тираны заботились о развитии морского могущества и об основании колоний (Кипсел и Периандр Коринфские). Они искали и нравственной опоры для своей власти, в дружественных связях с Олимпией и в особенности с дельфийским оракулом; они вводили новые культы, покровительствовали (например, Периандр) культу Диониса, бога преимущественно простого, сельского класса, устанавливали новые церемонии и празднества (Писистрат и Великие Панафинеи). Они вступали в союз с умственными силами века, являлись в роли меценатов, привлекали к своему двору поэтов, этих глашатаев славы и руководителей общественного мнения (Писистратиды и Анакреон, Симонид; сиракузские тираны и Пиндар), а также художников. Они проявляли в широких размерах строительную деятельность, не только способствовавшую украшению и укреплению их резиденций или благоустройству и общей пользе (водопроводы и дороги), но и дававшую заработок массе рабочих и ремесленников.
Лучшей опорой тиранам служила преданность демоса; поэтому уже личные выгоды заставляли их заботиться об удовлетворении насущных его интересов — о правосудии, о поднятии экономического благосостояния массы. Некоторые из тиранов особенно покровительствовали земледельческому классу, оказывая ему всяческое содействие и помощь; например, Писистрат посредством создания для него кредита завершил то, что начато было Солоном, и устранил самый корень бедствий, от которых страдало сельское население.
Неудивительно, что в некоторых городах утвердились целые династии тиранов, напр. Орфагориды в Сикионе, властвовавшие в течение 100 лет; из них особенно замечателен Клисфен. Из других тиранов выдаются Кипсел и Периандр в Коринфе, Феаген — в Мегаре (где борьба носила на себе преимущественно социальный характер), Писистрат и его сыновья — в Афинах, Поликрат — на острове Самосе. Из сицилийских тиранов V в. особенно замечательны сиракузские — Гелон и Гиерон.
Память о богатстве и могуществе тиранов долго хранилась греками; о них ходили различные рассказы, своего рода новеллы, образцы коих мы находим у Геродота (например, рассказ о свадьбе Агаристы, дочери сикионского тирана Клисфена). Тирания нанесла сильный удар аристократии и много способствовала возвышению демоса. Она служила большею частью переходной ступенью к демократии или, по крайней мере, к более умеренной, сравнительно с прежней, аристократии. Благодаря ей во многих государствах могли окрепнуть демократические элементы. Многие тираны, особенно основатели династий, были выдающимися личностями, обладавшими мужеством и глубоким умом. Но тирания имела немало и темных сторон. Если уже наиболее выдающиеся тираны, основывавшие династии, оказывались слишком неразборчивыми в средствах и слишком подозрительными, то их преемники — тем более: не имея ни тех талантов, ни тех заслуг, которые давали их отцам и предшественникам некоторое право на могущество, сознавая незаконность своей власти, они становятся ещё более подозрительными и жестокими, видят свою опору исключительно в силе, в наемной страже, пренебрегают интересами демоса, которые делаются для них совершенно чуждыми и непонятными, и воздвигают гонение на всех.
Тирания, с её насилием, подозрительностью и лицемерием, должна была иметь деморализующее влияние; её падение, после того, как она совершила свою историческую задачу, было необходимо и благотворно для дальнейшего развития греков. Окрепший демос мог теперь и без тиранов отстаивать себя. Мало-помалу тирания стала вызывать против себя недовольство даже в тех слоях, на которые она прежде опиралась и для которых теперь сделалась ненужным и тяжелым гнетом. Её падению немало содействовала и Спарта, бывшая естественным врагом тирании, как демократической диктатуры. К концу VI в. в большей части Греции тирании исчезает, уступая место или демократии или умеренной аристократии. Дольше удержалась она в сицилийских городах, где борьба между разнообразными племенными элементами часто приобретала особенно ожесточенный характер. В конце V и в течение IV в. она получила особенное развитие в Сиракузах, в лице двух Дионисиев (Старшего и Младшего) и Агафокла. Но эта тирания имеет несколько иной характер: современница упадка и вырождения демократии и развития наемничества, она является по преимуществу диктатурой военной; её представители выходят из рядов военачальников и опираются почти исключительно на военную силу, на солдат. То же следует сказать и о тех тиранах, которые появлялись в Греции во времена и под эгидой македонского господства.
Уже Фалес Милетский крайне отрицательно отзывался о тиранах в своих изречениях: так, «самым удивительным» в мире он называл «тирана в старости» — намекая, что мало кто из них доживает до преклонного возраста, погибая от покушений и очередных переворотов. В эпоху развитой демократии, в V в. до н. э., отношение к тирании было однозначно негативное, и именно тогда этот термин приблизился к своему нынешнему значению. Тирания сама по себе воспринималась зрелым гражданским сознанием как вызов справедливости и основе существования гражданского коллектива — всеобщему равенству перед законом. О Диогене, например рассказывали, что на вопрос, какие животные самые опасные, он ответил: «из домашних — льстец, из диких — тиран»; на вопрос, какая медь наилучшая: «та, из которой сделаны статуи Гармодия и Аристогитона» (тираноубийц).

## Тирания в Италии в Средние века
Взаимное соперничество городов, борьба политических партий, прикрывавшихся именами гвельфов и гибеллинов, появление наемных шаек (кондотьеры), борьба буржуазии с аристократией привели к тому, что в течение XIV века города-государства Северной и Центральной Италии, за немногими исключениями, превратились в монархии. Ловкие и честолюбивые «народные начальники», или «подесты», а также вожди наемных дружин (кондотьеры), пользуясь обстоятельствами, присваивали себе неограниченную власть в городах, с титулом «синьора» или «принчипе», и становились родоначальниками более или менее долговечных династий (Висконти, Сфорца, Скалигеры, Медичи и другие). Они опирались на наемников, сохраняли устарелые республиканские учреждения и de jure правили от имени «верховного народа», который в действительности обращали в бесправную массу.